# Stomnarö
Stomnarö är en ö i Länna församling i Norrtälje kommun i Stockholms skärgård.
Ön ligger strax utanför Spillersboda.